# Маријам Шаби Талата
Маријам Шаби Талата (енгл. Mariam Chabi Talata, рођена 7. јула 1963) је бенинска политичарка, учитељица и прва потпредседница изабрана 2021. године, заклетву је положила 24. маја.

## Биографија
Рођена је 7. јула 1963. у Бенину. Основну школу је завршила у Параку и у Котоноу 1977, затим Високу школу општег средњег образовања у Параку 1981. Завршила је Центар општег образовања 1985. године. Дипломирала је филозофију на Факултету књижевности, уметности и хуманистичких наука Националног универзитета у Бенину 1988. Сертификат о способности за наставу средњег образовања из филозофије је стекла 1991. године што јој је омогућило да успешно положи конкурс за пријем у јавну службу као сертификовани наставник 1992. Као цензор је радила од 2003. до 2007. године. Положила је конкурс за инспекцију средњег образовања, похађала је Центар за обуку надзорног особља Порто Ново од 2007. до 2009. када се придружила корпусу инспектора, ту функцију је обављала од 2010. до 2013. у Општој педагошкој инспекцији Министарства. Као педагошки инспектор је радила на одељењима Борго и Алибори од 2013. до 2016. године. Значајно је допринела побољшању образовања и стопе уписа девојчица, као и њихово задржавање у образовном систему кроз активности подршке и саветовања. Именована је за директорку Општег средњег образовања 2016. и на тој позицији се истакла доследношћу у праћењу образовно–васпитних активности установа до маја 2019. Бивша је потпредседница Народне скупштине Бенина. Оснивач је странке Напредна унија за обнову. Описана је као феминисткиња, водила је кампању за легализацију абортуса и за образовање жена. Удата је и мајка четворо деце, позната је по свом интегритету и тежњи за праведношћу.